# Huta-Skleana, Radehiv
Huta-Skleana (în ucraineană Гута-Скляна) este un sat în comuna Ohleadiv din raionul Radehiv, regiunea Liov, Ucraina.

## Demografie
Componența lingvistică a localității Huta-Skleana
     Ucraineană (100%)
Conform recensământului din 2001, toată populația localității Huta-Skleana era vorbitoare de ucraineană (100%).